# Tshimoyapula
Tshimoyapula est une ville du Botswana.